# شولی (شهر)
شولی (به لهستانی: Szawle) یک شهر با جمعیت ۱۰۷٬۸۷۵ نفر است که در لیتوانی واقع شده‌است.
شولی چهارمین شهر بزرگ لیتوانی است و مرکز شهرستان شولی به‌شمار می‌رود.